# Illusione di potere
Illusione di potere (Now Wait for Last Year) è un romanzo di fantascienza di Philip K. Dick pubblicato nel 1966.
È stato pubblicato per la prima volta in italiano nel 1971.

## Trama
Nel 2055, la Terra combatte per la propria libertà contro i Reeg, formiconi alti due metri. Si è alleata con gli Stariani, alieni dalle fattezze inequivocabilmente umane (perché nostri antichi progenitori).
In realtà gli Stariani hanno mire di asservimento sulla Terra, mentre i Reeg vorrebbero solamente essere lasciati in pace a guerreggiare contro i loro secolari nemici; una cosa che Gino Molinari, capo del governo mondiale e delle forze terrestri, capisce benissimo e cerca in tutti i modi di realizzare, evitando rapporti troppo stretti con gli Stariani.
Molinari, perennemente malato, è dotato di misteriosi poteri esp, con cui “cattura” le altrui malattie dal suo staff, usandole poi per scongiurare le richieste stariane.
Il dottor Eric Sweetscent, specialista in chirurgia di organi artificiali, riesce a liberarsi dalla terribile moglie Katherine, arruolandosi nell'equipè di Molinari.
La trama del romanzo si fa caotica nel momento in cui entra in campo la droga JJ-180, dagli effetti tossici (nata come strumento di guerra nei laboratori terrestri contro i Reeg, ma usata dagli Stariani per drogare Katherine), sprofondando in una serie di slittamenti temporali (dovuti all'uso della droga), di universi paralleli, con un paio di Eric che si rincontrano, e almeno tre Molinari, fra morti, simulacri e vivi. Si capisce alla fine che Molinari viene sostituito periodicamente da suoi alter ego provenienti da altri universi paralleli.
Nel finale Eric, deciso a suicidarsi, incontra due unità dei Cani Pigri che continuano a scorrazzare nella città e capisce, ancora una volta utilizzando Schopenhauer, che il Wille, la voluntas, il desiderio di vivere è alla base di ogni cosa; e in un dialogo surreale con un taxi automatico che riesce a parafrasare le idee del filosofo di Danzica sul suicidio, accetta di tornare dalla moglie, lesionata dall'abuso di droghe e oramai irrecuperabile, pur avendo visto nel futuro quale sarà il suo destino.

## Sottotesto storico
A proposito del contesto storico e politico del romanzo, Dick si è probabilmente ispirato alla storia dell'Italia nella seconda guerra mondiale (che aveva studiato con attenzione durante la preparazione del precedente romanzo La svastica sul sole). Nel gioco delle parti, infatti, il ruolo degli attori in campo è piuttosto evidente:
- i Lilistariani, spietati e crudeli, altro non sono che la Germania nazista;
- i Reeg, che molto probabilmente vinceranno la guerra alla fine, rappresentano gli Alleati;
- la Terra, guidata dal dittatore Molinari, è l'Italia fascista, partner di una nazione molto più forte.

Molinari, alter ego di Benito Mussolini, teme che i Lilistariani possano invadere la Terra se questa cercasse di cambiare alleanza: in effetti, dopo l'armistizio dell'8 settembre, l'Italia centrosettentrionale venne occupata militarmente dalla Germania nazista. D'altro canto tutti sono consapevoli che i Lilistariani perderanno, per cui la prosecuzione della guerra non ha senso, e l'unica cosa logica da fare per i terrestri è uscire dal conflitto. Freneksy, il plenipotenziario di Lilistar inviato a trattare con Molinari (anche qui si nota un parallelismo con la figura di Adolf Hitler), chiede di poter deportare operai terrestri da inviare alle fabbriche di Lilistar, che è quel che fecero effettivamente i tedeschi con molti lavoratori italiani dopo il 1943.

## Edizioni
- Philip K. Dick, Now Wait for Last Year, Doubleday, 1966,  p. 214.
- Philip K. Dick, Illusione di potere, traduzione di Gabriele Tamburini, collana Cosmo Argento n° 12, Nord, 1971.
- Philip K. Dick, Illusione di potere, collana Urania n° 270, Arnoldo Mondadori Editore, 1999.